# Kate Winslet
Kate Elizabeth Winslet (CBE, /ˈwɪnzlət/; sinh ngày 5 tháng 10 năm 1975) là một nữ diễn viên người Anh. Cô được mọi người biết đến với khả năng diễn xuất đa dạng, trong đó phải kể đến vai diễn để đời của cô trong bộ phim Titanic giành đến 11 giải Oscar. Ở tuổi 22, cô trở thành nữ diễn viên trẻ nhất được 2 lần đề cử giải Oscar.
Năm 2009, cô giành Giải Oscar cho nữ diễn viên chính xuất sắc nhất cho phim The Reader. Năm 2016, Kate Winslet đã giành được giải Quả cầu vàng đầu tiên năm nay dành cho Nữ diễn viên phụ xuất sắc nhất trong hạng mục phim điện ảnh nhờ vai diễn Joanna Hoffman trong bộ phim Steve Jobs. Ngoài ra, cô còn được hai giải Quả cầu vàng, giải Emmy và từng đoạt giải BAFTA, giải SAG và giải Grammy.

## Thời gian đầu đời
Kate Winslet sinh ngày 5, tháng 10 năm 1975 tại thị trấn Reading, Berkshire, Vương quốc Anh. Cha mẹ của cô là Sally Anne và Roger John Winslet. Cô là một người gốc Anh, đàng ngoại gốc Thụy Điển, đàng nội gốc Ai-len. Mẹ cô đã làm việc như một vú em và bồi bàn, và cha của cô, một diễn viên có cuộc sống chật vật, đã nhận những công việc cực nhọc để nuôi sống gia đình. Ông bà ngoại của cô đều là diễn và điều hành công ty nhà hát Reading Repertory. Winslet có hai người chị, Anna và Beth, họ đều là diễn viên, và một người em trai tên Joss. Gia đình có của cải tài chính hạn chế, họ đã sống dựa vào những bữa ăn miễn phí và được ủng hộ bởi một tổ chức từ thiện tên là Actor's Charitable Trust. Khi Winslet lên 10 tuổi, cha cô đa chấn thương nặng ở chân trong một cuộc đi chơi bằng thuyền và đã thấy nó khó khăn để làm việc, dẫn tới nhiều khó khăn tài chính hơn cho gia đình. Winslet đã nói rằng cha mẹ cô luôn luôn làm họ cảm thấy được chăm sóc và họ là một gia đình hạnh phúc.
Winslet đã nhập học trường tiểu học St Mary và All Saint's Church. Cô sống trong một gia đình diễn viên đã truyền cảm hứng cho cô theo đuổi diễn xuất từ lúc nhỏ tuổi. Cô và những chị gái đã tham gia trong một sân khâu nghiệp dư biểu diễn tại trường hoặc tại một nhà hát địa phương tên là Foundations. Khi lên 5, Winslet xuất hiện sân khấu lần đầu với vai Mary trong tác phẩm Giáng sinh của trường cô. Cô tự miêu tả bản thân mình là một đứa trẻ thừa cân; cô đã có biệt danh mỡ cá voi và bị bắt nạt cho vẻ bề ngoài ấy. Cô dã nói cô sẽ không để điều ấy đánh bại bản thân.

## Nền tảng
Lên 11 tuổi, Winslet được chấp nhận vào trường Redroofs Theatre Scholl trong Maidenhead. Ngôi trường cũng có chức năng như một trung tâm và đưa những sinh viên tới Luân Đôn để thử vai cho công việc diễn xuất. Cô đã xuất hiện trong quảng cáo cho Sugar Puffs và lồng tiếng cho các phim nước ngoài. Tại trường học, cô được làm head-girl và tham gia trong tác phẩm của Alice's Adventures in Wonderland và The Lion, the Witch and the Wardrobe, va đóng vai Wendy Darling trong Peter Pan. Cô làm việc đồng thời với Công ty Starmaker Theatre in Reading. Cô tham gia trên 20 tác phẩm sân khấu của họ, nhưng hiếm khi được chọn như một vai chính do cân nặng của cô. Tuy nhiên, cô đã đóng một vai chính tên là Miss Agatha Hannigan trong film Annie, Mother Wolf trong film The Jungle Book, và Lena Marelli trong Bugsy Malone. Cô cũng đóng vai khách mời trong một tập phim năm 1993 của bộ phim truyền hình y khoa Casualty

## Đời tư

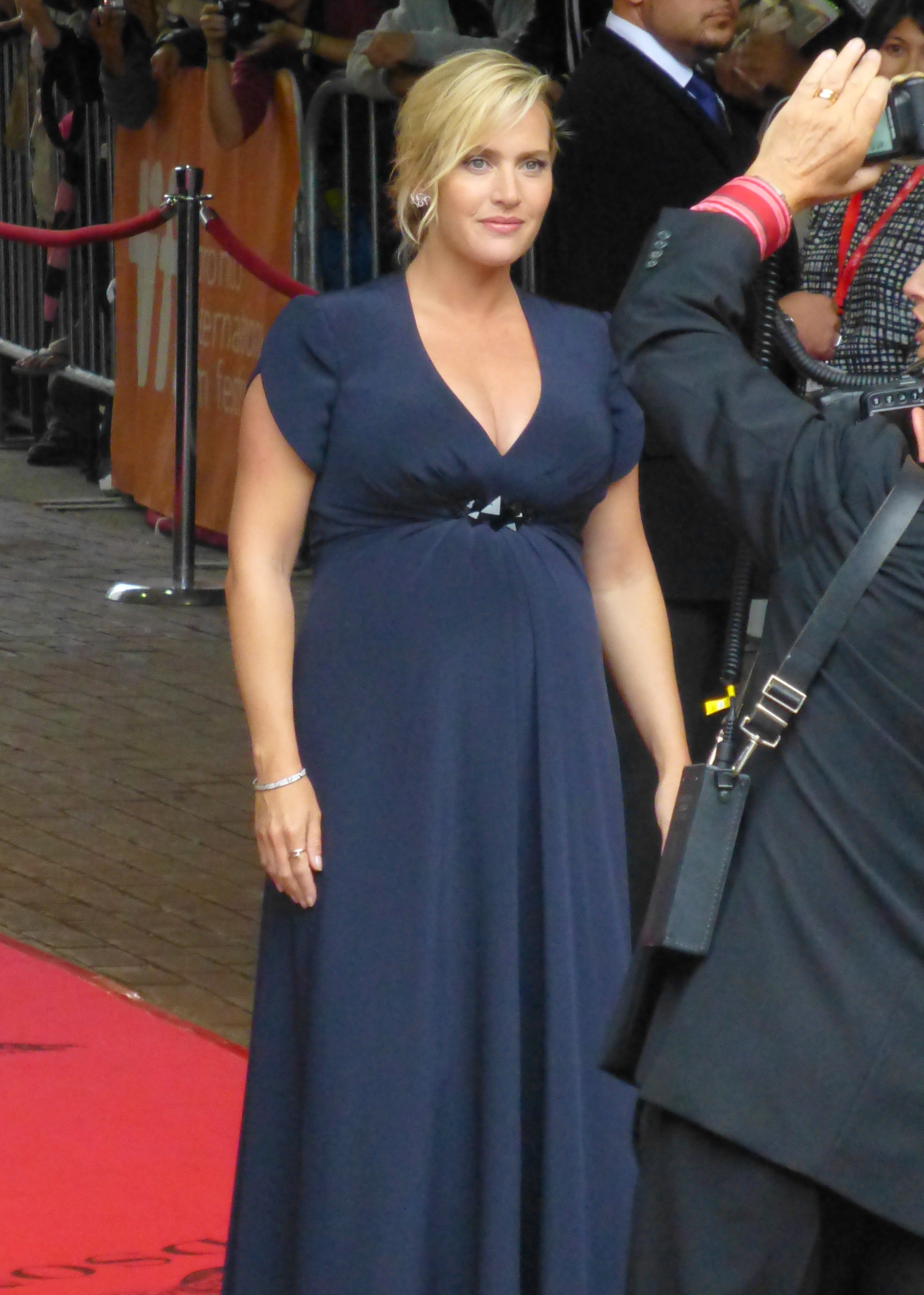
Kate Winslet năm 2013.

Kate Winslet gặp Stephen Tredre, mối tình đầu khi cô mới 15, còn anh 28 tuổi. Năm 1997, Stephen Tredre chết vì ung thư xương. Năm 1998, Kate kết hôn với James Threapleton, trợ lý đạo diễn của phim Hideous Kinky, có một cô con gái tên Mia vào tháng 10 năm 2000.
Sau cuộc chia tay ngày 13/12/2001, Kate Winslet đem lòng yêu đạo diễn 41 tuổi Sam Mendes, lên xe hoa vào năm 2003 và có với nhau một đứa con trai hai tuổi tên Joe.

## Vai diễn
| Năm  | Tên phim                              | Vai diễn                  |
| ---- | ------------------------------------- | ------------------------- |
| 1991 | Dark Season                           | Reet                      |
| 1992 | Get Back                              | Eleanor Sweet             |
| 1994 | Heavenly Creatures                    | Juliet Hulme              |
| 1995 | A Kid in King Arthur's Court          | Princess Sarah            |
| 1995 | Sense and Sensibility                 | Marianne Dashwood         |
| 1996 | Jude                                  | Sue Bridehead             |
| 1996 | Hamlet                                | Ophelia                   |
| 1997 | Titanic                               | Rose DeWitt Bukater       |
| 1998 | Hideous Kinky                         | Julia                     |
| 1999 | Faeries                               | Brigid                    |
| 1999 | Holy Smoke!                           | Ruth Barron               |
| 2000 | Quills                                | Madeleine 'Maddy' LeClerc |
| 2001 | Enigma                                | Hester Wallace            |
| 2001 | Christmas Carol: The Movie            | Belle                     |
| 2001 | Iris                                  | Young Iris Murdoch        |
| 2003 | The Life of David Gale                | Bitsey Bloom              |
| 2004 | Eternal Sunshine of the Spotless Mind | Clementine Kruczynski     |
| 2004 | Finding Neverland                     | Sylvia Llewelyn Davies    |
| 2005 | Romance & Cigarettes                  | Tula                      |
| 2006 | All the King's Men                    | Anne Stanton              |
| 2006 | Little Children                       | Sarah Pierce              |
| 2006 | Flushed Away                          | Rita                      |
| 2006 | The Holiday                           | Iris Simpkins             |
| 2006 | Deep Sea 3D                           | Narrator                  |
| 2008 | The Fox and the Child                 | Narrator                  |
| 2008 | The Reader                            | Hanna Schmitz             |
| 2008 | Revolutionary Road                    | April Wheeler             |
| 2010 | Mildred Pierce                        | Mildred Pierce Beragon    |
| 2015 | Steve Jobs                            | Joanna Hoffman            |